# Rumania en los Juegos Paralímpicos de Atlanta 1996
Rumania estuvo representada en los Juegos Paralímpicos de Atlanta 1996 por un deportista masculino. El equipo paralímpico rumano no obtuvo ninguna medalla en estos Juegos.